# NHK札幌放送局
43°3′43″N 141°21′22.5″E / 43.06194°N 141.356250°E
NHK札幌放送局（日语：／ Enueichikei Sapporo Hōsōkyoku */?），又称NHK札幌广播电视台，是日本放送協會位於北海道札幌市中央區大通西的地方廣播電視台（放送局），也是日本廣播協會主管NHK在北海道地區事務的地区据点台。

## 總部
地址：札幌市中央区北1条西9丁目1-5

## 外部連結
- 官方网站 （日語）
- NHK北海道的X（前Twitter）